# Краснодонский (Волгодонской район)
Краснодо́нский — посёлок в Волгодонском районе Ростовской области.
Входит в состав Победенского сельского поселения.

## География
Расположен на правом берегу Нижнедонского канала.

## Население
| 1989 | 2002  | 2010  |
| ---- | ----- | ----- |
| 839  | ↗1054 | ↗1078 |

## Экономика
Основные направления деятельности — виноградарство, виноделие и плодоводство. Хозяйство также занимается производством зерна и животноводческой продукции.

### Краснодонский винсовхоз
Винсовхоз организован в 1956 году на основании Постановления Совета Министров СССР от 28.12.1955 г. № 2128 и приказа министра промышленности продовольственных товаров СССР от 21.01.1956 № 55. Первым директором был Бобрешов Борис Степанович.
В 1993 году Краснодонский винсовхоз преобразован в совместное хозяйство «Краснодонский» АОЗТ, а в 1998 году — в ЗАО «Краснодонское». Учредителями являются акционеры хозяйства — 512 человек.

#### Производственные мощности
Акционеры имеют в совместно–долевой собственности 2106 га земли, в том числе 1837 га сельскохозяйственных угодий, из них пашни — 1263 га, виноградников — 281 га, садов — 158 га. Работает в хозяйстве 230 человек.
ЗАО «Краснодонское» имеет подсобные цеха и мини–цеха по переработке сельскохозяйственной продукции: 
мельницу; хлебопекарню; крупорушку (гречка, просо, рис); коптильный цех; винцех; линию переработки яблок.
Для успешного выполнения всех технологических циклов работы имеются вспомогательные производства: 
- машинно–тракторный парк;
- мастерские;
- стройцех;
- электроцех.

#### Экономические показатели
Среднегодовое производство сельскохозяйственной продукции составляет: 
- виноград технических сортов – 750 тонн;
- виноград столовых сортов – 50 тонн;
- виноматериалы виноградные – 650 тонн;
- зерно – 1000 тонн;
- молоко – 150 тонн;
- мясо – 20 тонн.

## Улицы
| - пер. Виноградный, - ул. Вишневая, - ул. Мира, - ул. Молодёжная, - ул. Северная, - ул. Степная, | - ул. Стратьева, - ул. Центральная, - ул. Школьная, - ул. Шолохова, - ул. Южная. |